# Richard von Welsperg
Richard Reichsgraf Welsperg zu Raitenau und Primör (* 28. Februar 1813; † 25. Dezember 1878 in Wien) war ein österreichischer Generalmajor und Feldmarschall-Leutnant.

## Leben
Er stammte aus dem Tiroler Uradelsgeschlecht Welsperg. Seine Eltern waren Karl Joseph Anton Graf Welsperg von Primör und Raitenau und Henriette geborenen Freiin von Türkheim. Richard von Welsperg begann seine Ausbildung als Zögling bei der k. k. Technischen Militärakademie. 1843 wurde er zum Kapitänleutnant befördert und am 11. Mai 1859 zum Stabsoberst. Darauf wechselte er in das Kriegsministerium. 1863 stand er dem Landesgeneralkommando in Wien vor und avancierte in Folge zum Generalmajor. Zuletzt erhielt er die Chefstelle das Generalkommandos in Graz und starb im Alter von 65 Jahren als Feldmarschall-Leutnant a. D. Der Einsegnungsgottesdienst fand am 28. Dezember 1878 in der Mariahilfer Kirche statt.

## Auszeichnungen
- 1849 Militärverdienstkreuz
- 1866 Leopoldorden, Ritterkreuz
- 1874 Orden der Eisernen Krone, Ritter II. Klasse